# Fastmail
Fastmail es una empresa de alojamiento de correo electrónico con sede en Melbourne, Australia. Además de sus servicios de marca Fastmail, la empresa también opera Topicbox, un servicio de listas de correo, y Pobox, un servicio de correo electrónico que adquirió en 2015.
La empresa fue adquirida por Opera Software en 2010, pero volvió a ser independiente en 2013 mediante la compra de personal. Sus servidores están ubicados en Bridgewater, Nueva Jersey y Seattle, Washington.

## Historia
Fastmail fue fundado en 1999 por Rob Mueller, Bruce Davey y Jeremy Howard, para brindar servicio de correo electrónico a los clientes de Optimal Decisions Group.
La única línea de productos del proveedor son los servicios de correo electrónico (y los accesorios incluidos), pero fue propiedad de Opera Software (mejor conocido por su navegador web) de 2010 a 2013.    Mediante una compra de personal, la empresa volvió a ser totalmente independiente.
El 18 de octubre de 2012, Fastmail anunció que se habían interrumpido las nuevas suscripciones para el nivel de servicio gratuito. Las cuentas gratuitas de Fastmail existentes no se suspenderían, pero si una cuenta gratuita se desactivara porque no inició sesión en más de 120 días, no se reactivaría. La empresa afirmó que había decidido centrar Fastmail como una "marca premium" sólo con cuentas pagas.
Cuando se estableció por primera vez, el servicio tenía como objetivo diferenciarse proporcionando características que aún no estaban disponibles en otros actores del mercado. Al principio, esto incluía la facilidad y velocidad del transporte y acceso al correo electrónico, personalidades y soporte IMAP  y SSL, y un foro público independiente y wiki entre las opciones de soporte al usuario. Con el paso de los años, estas características se volvieron comunes, pero características como WebDAV, LDAP seguro, cifrado oportunista entre servidores, confiabilidad mediante la minimización de puntos únicos de falla y filtrado personalizable a través de Sieve son los diferenciadores actuales.
En 2003, los servidores de correo se trasladaron al nombre de dominio messageengine.com.
El 23 de octubre de 2014, Fastmail trasladó su dominio principal de fastmail.fm a fastmail.com.
Todas las cuentas de correo electrónico de miembros "invitados" y de "pago único" existentes se suspendieron el 31 de julio de 2017 cuando Fastmail pasó a ser un servicio de correo electrónico solo por suscripción. Los usuarios existentes tuvieron la opción de suscribirse a Fastmail con un descuento o solicitar un reembolso de su pago único.
A partir de diciembre de 2018, Fastmail y todas las demás empresas australianas están sujetas al proyecto de ley de asistencia y acceso, que las obliga a ayudar a las autoridades a acceder a comunicaciones cifradas si así lo justifica una investigación. Fastmail declaró que si bien sus servicios no se vieron "materialmente afectados" ya que ya cumplieron con las garantías según la Ley de Telecomunicaciones, los clientes han mostrado preocupación por los efectos del proyecto de ley. 
El 24 de junio de 2019, Fastmail lanzó una apariencia renovada, con un nuevo logotipo, ícono de aplicación, colores y sitio web. El logotipo ahora dice "Fastmail" en lugar de "FastMail".

## Características
Fastmail ofrece múltiples dominios (todos menos uno comienzan con "Fastmail" y luego diferentes dominios de nivel superior) entre los que los usuarios pueden elegir, al tiempo que permite a los clientes usar su propio dominio. Los usuarios también pueden crear calendarios y notas en el entorno de correo web y sincronizarlos a través de los protocolos IMAP y CalDav. 

## Tecnología
Los desarrolladores del sitio se encuentran entre los contribuyentes activos al ampliamente utilizado proyecto de software de código abierto Cyrus IMAP e incluyen al desarrollador principal y mantenedor del módulo Perl Mail::IMAPTalk. Fastmail apoyó el desarrollo de la interfaz de correo web de software gratuito Roundcube y desarrolló JMAP, un nuevo protocolo de correo electrónico abierto.
Fastmail también permite el inicio de sesión de dos factores mediante YubiKey. Si bien asociar una o más YubiKeys con una cuenta Fastmail no impedirá los inicios de sesión normales, sí permitió iniciar sesión en una cuenta de correo electrónico con solo una YubiKey y sus contraseñas de un solo uso generadas automáticamente, lo que la hace adecuada para acceder al correo electrónico en máquinas públicas. La función de inicio de sesión exclusiva de YubiKey se suspendió en julio de 2016, ya que rara vez se usaba, según el equipo de Fastmail.
El servicio de correo electrónico también admite el protocolo U2F y TOTP como factor de inicio de sesión secundario, lo que permite a los usuarios iniciar sesión con su contraseña y un token de seguridad como característica de seguridad adicional.